# Mugil curema
Mugil curema is een straalvinnige vis uit de familie van de harders (Mugilidae). Deze vis heet volgens Fishbase op de Nederlandse Antillen gewoon harder (maar ook: alder, aldu, haalder of haloe). Harder is echter ook de verzamelnaam voor deze familie uit de orde baarsachtigen (Perciformes), die voorkomt in de Grote en Atlantische Oceaan.

## Anatomie
Mugil curema kan maximaal 90 cm lang en 680 gram zwaar worden. De vis heeft twee rugvinnen. Er zijn 4 -5 stekels en 8 - 9 vinstralen in de rugvin en 3 stekels en 9 - 10 vinstralen in de aarsvin.

## Leefwijze
De soort komt zowel in zoet, zout als brak water voor en is gebonden aan een subtropisch klimaat. De diepte waarop de soort voorkomt is maximaal 15 m onder het wateroppervlak.
Het dieet van de vis bestaat hoofdzakelijk uit planten en bezinksel.

## Relatie tot de mens
Mugil curema is voor de visserij van aanzienlijk commercieel belang. De soort komt niet voor op de Rode Lijst van de IUCN. De eitjes van harder, maar dan vooral van de soort die in de Middellandse Zee voorkomt Mugil cephalus, worden verwerkt tot het mediterrane voedingsmiddel bottarga.